# Referat
Ett referat är en, vanligen förkortad, text eller muntlig redogörelse för ett händelseförlopp, ett anförande, ett verk eller liknande(jfr resumé). Att referera innebär att återge ett händelseförlopp eller att sammanfatta innehållet i någon annans text med egna ord. 
Till skillnad från recensioner, tolkningar, krönikor, eller analyser, får referat inte innehålla skribentens åsikter eller slutledningar, utan är enbart en sammanfattning av källans viktigaste innehåll.  Ej heller får referatet förvanska ursprungstextens eller händelsernas mening eller syfte genom medvetna val av värdeladdade ord. Skillnaden mellan referat och citat är att citat är ett stycke ordagrann redovisning av en annan text eller utsaga, medan referatet däremot återger den i en annan språkdräkt. Denna återgivning ska helst följa ursprungstextens kronologi för att inte förvanska den. 
Referat ska alltid redovisa källa enligt god sed för att inte bli plagiat. Det bör också innehålla referatmarkörer, det vill säga fraser som hänvisar till den som skrivit referatobjektet. Exempel på referatmarkörer är "författaren anser att...", "enligt författaren...", "författaren hänvisar till...". Ordet "författaren" kan bytas ut mot namnet på referatobjektets författare.